# محمد بن عبد العزيز بن معمر
محمد بن عبد العزيز بن فهد بن معمر عضو مجلس الشورى السعودي سابقا ووكيل وزارة النقل السعودية سابقا.

## نسبه
ابن الأمير عبد العزيز بن فهد بن معمر. وهو شقيق الأمير فهد بن عبد العزيز بن معمر أمير الطائف والدكتور عبد الله بن عبد العزيز بن معمر وزير الزراعة و المياه السعودي السابق.و شقيق الأميرة طرفة بنت عبد العزيز بن معمر والدة الأميرة لؤلؤة بنت فهد بن عبد العزيز آل سعود.

## مؤهلاته العلمية
- بكالوريوس: علوم سياسية من جامعة كاليفورنيا بالولايات المتحدة الأمريكية.
- ماجستير: علوم اجتماعية من جامعة كاليفورنيا بالولايات المتحدة الأمريكية.
- ماجستير اقتصاد من جامعة أوكسفورد بالمملكة المتحدة.
- دكتوراه: علاقات دولية من جامعة أوكسفورد بالمملكة المتحدة.

## مناصبه
- أستاذ مشارك في جامعة الملك فهد.
- عضو مجلس شورى (ضمن أول دورة للمجلس)
- وكيل وزارة النقل.
- عضو هيئة البيئة لدى الأمم المتحدة.
- عضو مؤسس لمركز جامعة أوكسفورد للدراسات الإسلامية.